# Long Point
Long Point è una penisola localizzata all'estremità settentrionale di Capo Cod. Presenta una particolare conformazione, infatti curva su sé stessa fino a creare il porto naturale di Provincetown.
Su questa penisola si trova il faro di Long Point, che venne edificato nel 1827. In passato, intorno al faro sorgeva un piccolo villaggio di pescatori, che lasciarono però questo insediamento dopo il 1850.

## Storia
Il pescatore John Atwood costruì la prima casa a Long Point nel 1818, seguito poi da altri pescatori. Ad attirarli qui inizialmente fu l'abbondanza di pesce (sgombri, alose e spigole) pescato con reti da circuizione cucite a mano dalle loro mogli.
Il 18 maggio 1826, il Congresso acquistò per 2.500 dollari quattro acri della penisola per costruirvi sopra un faro, completato nel 1827. A partire dal 1830, il faro divenne sede della prima scuola di Long Point. Intorno al 1846, la comunità locale era cresciuta fino a contare circa 200 adulti e 60 bambini.
Non ci sono fonti chiare per spiegare l'abbandono di Long Point da parte della comunità locale, comunque a partire dal 1850 le famiglie cominciarono a lasciare la posizione nei pressi del faro per andare a vivere nella vicina Provincetown. Interessante è il fatto che molte famiglie durante il trasferimento portarono con sé le loro abitazioni imbarcandole su delle chiatte. Queste case galleggianti, note come floater homes, sono ancora oggi visibili a Provincetown e riconoscibili tramite una placca bianca e blu posta su di esse che ricorda la storica traversata.
Durante la Guerra di Secessione, la marina inglese deteneva il controllo del porto di Provincetown. Le truppe americane decisero allora di fortificare Long Point e dal 1864 venne costruita una caserma per ospitare un centinaio di soldati. Il forte venne abbandonato nel 1872 senza mai essere stato coinvolto in alcuna azione militare.
Nel 1873 un'ispezione al faro rivelò che le sue strutture in legno erano talmente logore da rischiare di essere spazzato via da una eventuale forte tempesta. Così nel 1875 il faro venne sostituito dalla torre in mattoni visibile ancora oggi.
Nel 1904 venne costruita a Long Point una piccola struttura per stoccare materiale combustibile destinato ad alimentare l'impianto di illuminazione del faro. Quella struttura, insieme al faro e a una piccola duna residuato dell'insediamento militare sono gli unici elementi non naturali ancora presenti a Long Point.